# Parantica sulewattan
Parantica sulewattan är en fjärilsart som beskrevs av Hans Fruhstorfer 1896. Parantica sulewattan ingår i släktet Parantica och familjen praktfjärilar. IUCN kategoriserar arten globalt som starkt hotad. Inga underarter finns listade i Catalogue of Life.